# Кибер-фемин-клуб
Кибер-фемин-клуб (1994—2006) — первое петербургское феминистское объединение, основанное Ириной Актугановой и Аллой Митрофановой в 1994 году при «Галерее 21» в сквоте на «Пушкинской-10». В деятельности клуба участвовали философы, художники и активисты, предметом интереса которых были новейшие технологии и феминистическая повестка. Клуб являлся форпостом киберфеминизма на отечественном пространстве.

## Основание клуба
В 1994 году в Петербурге причалил немецкий корабль «Штюбниц», переоборудованный под технологическое арт-пространство, наполненное незнакомым для петербургской публики компьютерным искусством. Приглашение в Петербург проекта «Штюбниц-корабль-искусство» (кураторы Алла Митрофанова и Армин Медош) стало первым совместным проектом Аллы Митрофановой и Ирины Актугановой, которые познакомились за несколько месяцев до этого.
К моменту отбытия корабля через две недели в Петербурге было уже достаточно много художников, которые начали осваивать новое технологическое искусство, большая часть которых были женщинами. Вскоре стало очевидно, что именно женщины-художницы на петербургской арт-сцене наиболее отзывчивы к новому технологическому искусству. Так родилась идея создать феминисткий клуб, который бы объединил женщин, работающих с новыми медиа (позже было решено принимать в клуб и мужчин, которые интересовались технологиями и феминизмом).
На окончательное решение создать киберфеминистский клуб повлиял и обмен опытом с австралийскими коллегами. Летом 1994 года Алла Митрофанова встретилась в Хельсинки с группой австралийских медиахудожниц VNS Matrix, участницы которой называли себя киберфеминистками. Тем же летом на «Пушкинской-10» Алла Митрофанова и Ирина Актуганова открыли Кибер-Фемин-Клуб. 

## Участники
Основной состав клуба состоял из искусствоведа Ирины Актугановой, философа Аллы Митрофановой, програмистки Ольги Левиной и дизайнера Елены Ивановой. Однако вокруг клуба так или иначе вращалось всё женское художественное сообщество Петербурга, а также заинтересованные мужчины (Дмитрий Пиликин, Костя Митенев, Сергей Бусов, Александр Медведев и другие).

## Деятельность клуба
Деятельность Кибер-Фемин-Клуба была многоуровневой и междисциплинарной. Под его эгидой были реализованы первые международные киберфеминистские конференции и круглые столы, художественные выставки, перформансы и концерты, медиапроекты и образовательные инициативы. Клуб работал на стыке художественных и социальных практик и одним из первых начал реализацию партиципаторных проектов и работу с местными сообществами.
Как пишет Алла Митрофанова, «клуб стал программным пересечением технологических, гендерных и художественных экспериментов, перезагрузкой реальности и субъективности». В клубе постоянно проходили семинары и конференции, посвященные вопросу телесности, рассмотрению концепций Рози Брайдотти и Джудит Батлер, истории феминизма 1920-х годов и сетевому активному.
Клуб фокусировался на исследованиях новых технологий, интернета и опыта взаимодействия с киберпространством. Целевой аудиторией лекций, семинаров и воркшопов были женщины, внушительная часть была интегрирована в активистские организации. С 1996 года клуб выпускает журнал «Виртуальная анатомия», посвященный вопросу телесности, реальному и семиотическому телу, и журнал «Cyberfeminizm».
Клуб активно взаимодействовал с зарубежным феминистским сообществом, регулярно организовывая видеоконференции, на которые приглашались деятельницы женских организаций. После личной встречи с международным киберфеминистским сообществом в 1997 году на выставке Documenta X в Касселе, куда были приглашены Алла Митрофанова и Ирина Актуганова, деятельницы клуба решили пригласить иностранных гиперфеминисток в Петербург. Так, в 1998 году Кибер-Фемин-Клуб организовал второй киберфеминистический международный форум, куда съехались активистки и теоретики из Канады, США, Нидерландов, Франции и других стран. Вместе с представительницами петербургских женских организаций и местным арт-сообществом киберфеминистки обсуждали сущность киберфеминизма и возможные пути развития.

#### Художественная деятельность
На территории Кибер-Фемин-Клуба проходили выставки, перформансы и арт-проекты, связанные с феминистической повесткой. С 1996 года в клубе размещались «Фабрика найденных одежд» и «Магазин путешествующих вещей» петербургских художниц Глюкли и Цапли (Н. Першина-Якиманская и О. Егорова).

#### Взаимодействие с женскими организациями
Участницы Кибер-Фемин-Клуба активно помогали различным петербургским женским организациям с созданием их сайтов и электронных почт. Среди организаций, с которыми взаимодействовал клуб, были Центр гендерных исследований, возглавляемый Ольгой Липовской, Кризисный центр для женщин, ЛГБТ-организация «Лабрис», Комитет солдатских матерей, Лига избирательниц и другие НКО.
В 1998 году под эгидой Кибер-Фемин-Клуба на «Пушкинской-10» открылся интернет-центр для женщин, куда приглашались деятельницы женских организаций, у которых не было компьютерного обеспечения и доступа к интернету. В интернет-центре деятельницы могли проверять электронные почты своих организаций, с чем в случае затруднений им помогали киберфеминистки. В интернет-центре можно было также получить помочь с созданием электронной почты или веб-сайта организации.
Интернет-центр вёл и просветительскую работу, организовывал лекции и воркшопы на тему интернета и компьютерной грамотности.

#### Женские курсы «Сделай сама»
С 2003 по 2005 гг. Кибер-Фемин-Клуб стал площадкой, на которой развернулись курсы практической независимости для женщин «Сделай сама». Программа была направлена на формирование у женщин навыков, которые традиционно считаются «мужской работой», но при этом являются жизненно необходимы в быту (компьютерная грамотность, ремонт бытовой техники, электрика и т. п.). Изначально курсы начались с уроков компьютерной грамотности для женщин, которые вела програмистка и системный администратор Кибер-Фемин-Клуба Ольга Левина. Позже проект расширился и пополнился другими курсами, которые преподавались исключительно женщинами.

#### Работа с обществом «Открытый мир»
Работа с обществом «Открытый мир» — это попытка участниц клуба работать с местным сообществом. Суть проекта заключалась в том, чтобы соединить людей, относящихся к уязвимым и маргинальным группам (люди с ментальными расстройствами, дети с инвалидностью и т. п.) с семьями состоятельных бизнесменов и предоставить им возможность взаимодействовать друг с другом через художественную практику (театральный кружок, кружок поделок и т. п.). Предполагалась, что в процессе взаимодействия между группами возникнет эмпатия, и семьи бизнесменом начнут помогать нуждающимся. Однако проект не оправдал ожиданий создательниц.

#### Вечеринки субкультурных сообществ
Участницы Кибер-Фемин-Клуба связывались с членами субкультур и предлагали им, рассказывая о себе на площадке клуба, вступать в диалог с обществом. Так, Кибер-Фемин-Клуб провел серию вечеринок, посвященных тем или иным субкультурным сообществам, где они демонстрировали свои лучшие практики. Одним из самых ярких событий серии стала вечеринка, посвященная садо-мазо сообществу.

## Влияние
К концу десятилетия Кибер-Фемин-Клуб решил поддержать эксперименты в области звука, результатом чего стало основание в 1999 года Галереи экспериментального звука (ГЭЗ 21), которая по настоящее время существует в арт-центре «Пушкинская-10». Также под эгидой клуба в 2003 году на «Пушкинской-10» открылось Философское кафе, работающее до сих пор.
В 2015 году в Москве в Электромузее открылся Фем-Клуб, вдохновленный петербургским Кибер-Фемин-Клубом.